# Балка Чаплинська
Балка Чаплинська — втрачений природоохоронний об'єкт у Дніпропетровській області. 
Вперше цей об'єкт згадується у рішенні виконкому Дніпропетровської обласної Ради депутатів трудящих від 9 жовтня 1979 року № 568 «Про створення державних заказників, охорону немисливських птахів, рідкісних та зникаючих дикорослих і лікарських видів рослин», додаток 3, пункт 6. Там об'єкт оголошується державним заказником місцевого значення. Як місце розташування вказано: «радгосп ім. Леніна Дніпропетровського треста овочемолочних радгоспів», цьому-ж радгоспу і належить піклуватися об'єктом, згідно цього документу. Опис при створенні: «Ділянка цілинного степу з цінними лікарськими рослинами: астрагал, горицвіт, звіробій, чебрець та іншими».
Балка Чаплинська, як географічний об'єкт - це верхів'я балки Західної, яку було перетворено на шламосховище ПД ДРЕС, після її побудови у 1951році. Згодом територія шламосховищ розширювалась і охопила і балку Чаплинську також. Точне місцезнаходження скасованого заказника у цій балковій системі визначити не вдалося, проте, зважаючи на його значну площу, вій міг охоплювати всі верхів'я цієї балкової системи, що не були під шламосховищами на момент заповідання. Також у цій балковій системі мав знаходитись державний заказник Балка Огрінська Західна площею 5Га, створений у 1975 році і підтверджений цим-же рішенням № 568, яким створено Балку Чаплинську. Можливо також і декілька інших втрачених об'єктів, точне місцезнаходження яких не відомо, відомо лише що вони були у цій, чи сусідніх балкових системах. Серед них: Ділянка цілинного степу, Балка Прибалок, Балка Дача.
17 грудня 1990 року виконком Дніпропетровської обласної Ради народних депутатів ухвалив рішення № 469 «Про мережу територій та об'єктів природно-заповідного фонду області», в якому, у додатку 7 пункт 6 затвердив виключення Балки Чаплинської зі складу об'єктів ПЗФ області, в зв'язку з тим, що вона «знаходиться в зоні підтоплення шламонакопичувачів ПД ДРЕС». При цьому вказано, що об'єкт мав статус Державного ботанічного заказника місцевого значення. Всі інші вказані у документі дані, підтверджують попередні.

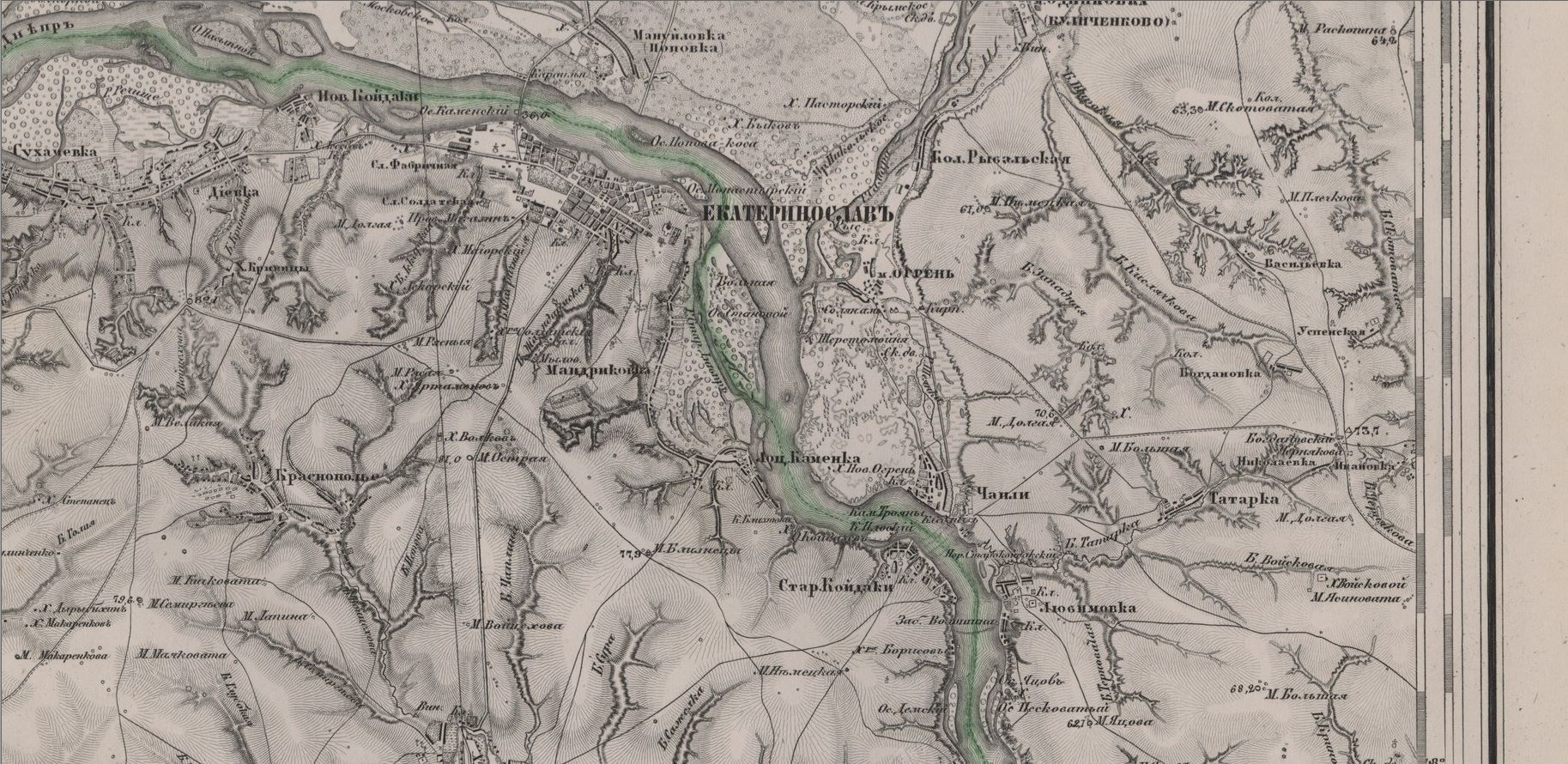
Фрагмент Военно-Топографической карты Екатеринославской губерніи 1861 р. з околицями Єкатеринослава. Добра ілюстрація природної системи балок у цій зоні.